# Govardhan
Govardhan is een nagar panchayat (plaats) in het district Mathura van de Indiase staat Uttar Pradesh.

## Demografie
Volgens de Indiase volkstelling van 2001 wonen er 18.512 mensen in Govardhan, waarvan 55% mannelijk en 45% vrouwelijk is. De plaats heeft een alfabetiseringsgraad van 62%.